# Gibbons & Moore
Gibbons & Moore war ein britischer Hersteller von Cyclecars, der in Chadwell Heath (Essex) ansässig war. Der erste vierrädrige Gibbons entstand schon 1914, aber die Serienfertigung wurde erst 1917 aufgenommen. Das Modell 1920 hatte bereits die Bezeichnung Mark III. 1929 wurde die Fertigung eingestellt.

## Beschreibung
Der Wagen hatte einen luftgekühlten Motor außerhalb der Karosserie vorne rechts montiert. Der erste Wagen besaß eine einfache, Karosserie mit zwei nebeneinanderliegenden Sitzen und einen Einzylinder-Viertaktmotor von J.A.P. mit 4 bhp (2,9 kW). Die nachfolgenden Modelle hatten verschiedene Motoren, darunter auch V2-Aggregate. Der Motor trieb eine Zwischenwelle an, die quer im Auto montiert war. Diese Zwischenwelle war durch Riemen mit jedem der beiden Hinterräder verbunden, wobei die Riemenscheiben unterschiedliche Durchmesser besaßen und durch Kupplungen mit der Zwischenwelle verbunden werden konnten. Gebremst wurde mit Blöcken auf diesen Riemenscheiben.
Die Karosserien waren aus Sperrholz, und es gab sowohl Sitzanordnungen nebeneinander als auch im Tandem. Letztere Ausführung wurde als „Sportmodell“ bezeichnet und bot vorne Platz für einen Erwachsenen und hinten für ein Kind.
Es wurde auch ein Mark IV beworben, der leichter als der Mark III sein sollte. Er hatte keine Türen und wurde von einem Zweitaktmotor angetrieben.
Eine Zeitlang konnte der Wagen auch als Kit Car gekauft werden, wobei Pläne zum Aufbau enthalten waren. Es hieß „Für 5 Shilling mit bearbeiteten oder nicht bearbeiteten Teilen verfügbar“.
Ein viersitziges Modell, der 10/25 hp mit Blackburne-V2-Motor, wurde 1925 angeboten. Ein Kettenantrieb ersetzte das Riemenarrangement, und es gab ein Dreiganggetriebe mit Rückwärtsgang von Sturmey-Archer. Die Hinterräder wurden mit Trommelbremsen ausgestattet. Bei der Beleuchtung blieb es bei Acetylen, wobei die Scheinwerfer einen Aufpreis kosteten. Aber der Wagen war mit einem Klappdach über die volle Länge und mit einer Scheibe hinten zum Wetterschutz ausgestattet.
Die genauen Produktionszahlen sind nicht bekannt, aber zeitgenössische Werbeschriften geben an, dass mehr als 1000 Exemplare gebaut worden wären. Die meisten Wagen wurden 1921–1926 hergestellt, aber auch 1929 wurden noch Fahrzeuge angeboten, die dann „auf Kundenwunsch“ gefertigt wurden.
Heute ist nur ein überlebendes Exemplar bekannt.

## Modelle (Auswahl)
| Modell             | Bauzeitraum | Zylinder | Hubraum  | Radstand | Spur    | Länge   | Gewicht                  |
| ------------------ | ----------- | -------- | -------- | -------- | ------- | ------- | ------------------------ |
| 4 ½ hp             | 1924–1925   | 1        | 549 cm³  | 2083 mm  | 965 mm  | 2692 mm |                          |
| 5/7 hp             | 1924–1925   | 2 V      | 690 cm³  | 2032 mm  | 1168 mm | 2845 mm |                          |
| 9/25 hp / 10/25 hp | 1926–1929   | 2 V      | 1099 cm³ | 2642 mm  | 1168 mm | 3454 mm | 203 kg (nur Fahrgestell) |

Quelle: